# Meloe coarctatus
Meloe coarctatus es una especie de coleóptero de la familia Meloidae.

## Distribución geográfica
Habita en Japón.